# Drewno wczesne
Drewno wczesne, drewno wiosenne – rodzaj drewna powstający u roślin rosnących w klimacie umiarkowanym, których cykl wegetacyjny jest przerywany na okres zimy.
Drewno wiosenne powstaje na początku sezonu wegetacyjnego. Jest dużo jaśniejsze od letniego, stąd na przekroju drewna widać charakterystyczne słoje. Jego cewki i naczynia mają większe średnice niż drewna letniego, lecz cieńsze ściany. Występuje w nim mniej włókien drzewnych niż w letnim. Przez komórki drewna powstałe w okresie wiosennym przepływa większość transportowej wody. W przypadku roślin rosnących w klimacie podzwrotnikowym  nie obserwuje się pierścieni rocznych.